# Инёню
Инёню (тур. İnönü) — город и район в провинции Эскишехир в центральной Турции.

## История
В 1921—1922 годах во время войны с Грецией в районе Инёню произошли два крупных сражения. Когда в 1928 году в Турции были введены фамилии, командовавший в этих сражениях турецкими войсками Исмет-паша взял себе фамилию «Инёню» в честь города, возле которого он одержал победу.